# Ponto-de-laranja
Anteos menippe é uma espécie de mariposa, da familia das piérides, que foi a ponto-de-laranja (Anteos menippe) é uma espécie de borboleta que pode ser encontrada no borboletário carioca do Jardim das Borboletas.